# 玉子巻き

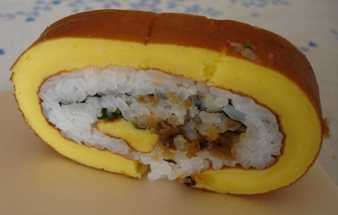
玉子巻きの例

玉子巻き（たまごまき）は巻き寿司の一種。酢飯や具材を海苔ではなく卵焼きで巻いた寿司である。
伊達巻で巻いたものを伊達巻き（だてまき）、伊達巻き寿司とも呼ぶ。

## 概要
使用する卵焼きは薄いのもあれば、伊達巻のように厚い卵焼きで巻くこともある。細巻もあれば太巻もある。

## 歴史
日本の寿司の歴史をみると、江戸時代前期に酢を使った寿司が誕生し、1781年には海苔や玉子焼きで巻いた巻き寿司が出現している。
寿司を巻き簾で巻いて締める製法が普及したことによって、海苔や卵焼きの他にも、楮紙、フグの皮、笹の葉、湯葉、オオバなどで巻かれた寿司があった。これには当時、海苔は庶民にとって高価な食品であったことも理由として挙げられる。江戸ではかんぴょうの細巻が名物であり、海苔巻きや玉子巻きとして人気があった。残されている江戸時代の資料に依れば、寿司飯に海苔とかんぴょうを刻んだものを混ぜ込み、玉子焼きで巻いた伊達巻きが作られていた。
| ｢玉子鮨ふくりん鍔のように切り｣                    |
| —『お江戸の職人（エリート）素朴な大疑問』中江克己 |

という川柳も残されている。「玉子巻きの切り口が、めっきを施した刀の鍔に見えた」という内容である。
1885年（明治18年）には小山駅にて海苔巻き、玉子巻き、稲荷寿司を詰め合わせた駅弁「翁ずし」が発売されている。